# Georges Corraface
Georges Corraface (n. París; 7 de diciembre de 1952) es un actor francés con carrera internacional.

## Biografía
Nacido en Francia, pero integrado en el seno de una familia de origen griego, ha desarrollado una carrera internacional en el cine y en televisión, tras varios años trabajando en el teatro francés, sobre todo en el seno de la compañía de Peter Brook.
En el cine, ha trabajado, entre otras, en las películas To Tama, Los Ángeles 2013, La pasión turca, Vive la mariée… et la libération du Kurdistan, Impromptu, Cristóbal Colón y El Mahabharata. En televisión, sus más célebres trabajos son La Bicyclette bleue, L'Été rouge y Las aventuras del joven Indiana Jones. Su formación pluricultural le permite actuar en francés y en griego (sus lenguas maternas), pero también en inglés, español, alemán e italiano, en papeles muy variados. Bien acogido por la crítica y el público, es particularmente popular en Francia, en Grecia y en España y ha obtenido numerosos premios en los festivales internacionales. En 2005, fue nombrado presidente del Festival Internacional de cine de Tesalónica.
En Grecia, fue Quatuor en Quatre Mouvements, de Lucia Rikaki, y Peppermint, de Kostas Kapakas, quienes le dieron notoriedad, así como las dos películas de Andreas Pantzis, Le Sacrifice du coq, que ganó premios en numerosos festivales de cine, como el de Tesalónica, donde obtuvo el premio de interpretación, y To Tama, por el cual obtuvo el premio al mejor actor griego del año 2001. Finalmente, logró un éxito de popularidad en 2003 con la película Un toque de canela/La sal de la vida, de Tassos Boulmetis, que ostenta aún el récord absoluto de recaudación de la taquilla griega.

## Filmografía
- 2010: La Signature, de Stelios Haralambopoulos.
- 2009: Liaisons culinaires, (Epikindynes mageirikes), de Vassilis Tselemengos.
- 2008: The Prankster, de Tony Vidal.
- 2008: L'Ultimo Pulcinella, de Maurizio Scaparro.
- 2008: Without Borders, de Nick Gaitatji.
- 2007: Le Bal des Actrices, de Maiwenn Le Besco.
- 2005: Le Choeur de Chariton (I Horodia Tou Hariton), de Grigoris Karandinakis.
- 2004: Camille des Lilas et les voleurs d'enfants, de Jean-Louis Milesi.
- 2003: Un toque de canela (A Touch of Spice) “Πολίτικη Κουζίνα”, de Tassos Boulmetis.
- 2001: Reflejos, de Miguel Ángel Vivas.
- 2001: Les filles, personne ne s'en méfie, de Charlotte Silvera.
- 2001: Le Voeu d'Evagoras (To Tama), de Andreas Pantzis.
- 2000: Km. 0, de Juan Luis Iborra y Yolanda Garcia Serrano.
- 1999: Peppermint, de Kostas Kapakas.
- 1999: Stand by, de Roch Stéphanik.
- 1998: Préférence, de Grégoire Delacourt.
- 1997: Vive la mariée et la libération du Kurdistan, de Hiner Saleem.
- 1997: Alger-Beyrouth: pour mémoire, de Merzak Allouache.
- 1996: Escape from L.A., de John Carpenter.
- 1996: C'est la tangente que je préfère, de Charlotte Silvera.
- 1995: Minotaur, de Jonathan Tamuz.
- 1995: Muere mi vida, de Mar Targarona.
- 1994: Quatuor en quatre mouvements, de Lucia Rikaki.
- 1994: La pasión turca, de Vicente Aranda.
- 1993: Le Sacrifice du coq, de Andreas Pantzis.
- 1992: Christophe Colomb: la découverte, de John Glenn.
- 1991: Meine Töchter Gehört Mir, de Viviane Naffe.
- 1990: Jamais sans ma fille, de Brian Guilbert.
- 1990: Impromptu, de James Lapine.
- 1989: Le Mahabharata, de Peter Brook.
- 1989:  Historia de una revolución , de Robert Enrico y Richard Heffron.
- 1983: S.A.S. à San Salvador de Raoul Coutard (Luis).

## Televisión
- 2015: Crimen en el paraíso
- 2009: Les Associés, de Alain Berliner.
- 2009: Les Amants de l'ombre, de Philippe Niang.
- 2008: Disparitions : retour aux sources, de Bruno Gantillon, serie TV en 12 episodios.
- 2002: Alex Santana, négociateur, de José Pinheiro.
- 2002: L'Été rouge, de Gérard Marx.
- 2002: Écoute, Nicolas, de Roger Kahane.
- 2001: L'Emmerdeuse, de Mickael Perrotta.
- 2000: La Bicyclette bleue.
- 2000: Les Déracinés
- 2000: L'Institutrice, de Henri Helman.
- 1999: Femme d'Honneur, de Gilles Béhat.
- 1999: Toutes les femmes sont des déesses, de Marion Sarraut.
- 1998: Tramontane, de Henri Helman.
- 1998: Only Love, de John Ermin.
- 1997: Alger-Beyrouth, pour mémoire, de Merzak Allouache.
- 1996: Une patronne de charme, de Bernard Uzan.
- 1995: Strangers, de Eleanore Lindo.
- 1995: Barrage sur l'Orénoque, de Juan Bunuel.
- 1994: Esperanza, de René Manzor.
- 1993: Le Rouge et le Noir, de Ben Bolt.
- 1993: Highlander (Saving Grace), de Ray Austin.
- 1993: Le Château des oliviers, de Nicolas Gessner.
- 1993: Bambino Mio (Mon enfant), de Edward Bennett.
- 1992: Las aventuras del joven Indiana Jones, de Mike Newell.
- 1992: Le Petit Milliard, de Pierre Tchernia.
- 1991: Palace Guard, de George d'Amato.
- 1991: Inspector Morse, de Gregg Collin.
- 1991: Runaway Bay, de Jerry Mill.
- 1991: Le Système Navarro Bis, de Patrick Jamain.
- 1991: Fly By Night, de Bruno Gantillon.
- 1988: War and Remembrance, de Dan Curtis.
- 1987: La Louve, de José Giovanni.
- 1984: Cités à la dérive, de Robert Manthoulis.
- 1982: Les Poneys Sauvages, de Robert Mazoyer.
- 1980: La Crêtoise, de Jean-Pierre Desagnat.
- 1979: Salut Champion, de Serge Friedman.
- 1974: Bunker, de George Shaeffer.

## Teatro
- Le Mahabharata, escrito por Jean-Claude Carrière puesta en escena de Peter Brook, Festival de Aviñón, Teatro des Bouffes du Nord.
- La tempestad, de William Shakespeare puesta en escena de Peter Brook. Teatro des Bouffes du Nord.
- Sur le Fil, (estreno mundial), de Fernando Arrabal, puesta en escena de Pierre Constant. Festival de Aviñón.
- Sur le Fil, (segunda versión), de Fernando Arrabal puesta en escena de Jorge Lavelli. Giras : Les Tréteaux de Francia.
- Bodas de sangre, de Federico García Lorca puesta en escena de Telmo Herrera. Teatro Lucernaire.
- Antonio y Cleopatra, de William Shakespeare puesta en escena de Michel Cacoyannis. Festival de Atenas, con Irene Papas.
- Fedra, puesta en escena de Antoine Vitez. Conservatoire National d'Art Dramatique.
- Mucho ruido y pocas nueces y Beatriz & Benedicto, de William Shakespeare con la ópera de Berlioz, puesta en escena de Jean-Louis Thamin. Festival de Berlioz en Lion.
- Dialogue avec Leuco, de Cesare Pavese, puesta en escena de Antoine Bourseiller. Teatro du Petit Odéon.
- A Memphis, il y a un homme d'une force prodigieuse, de Jean Audureau puesta en escena de Henri Ronse. Teatro de l'Odéon
- La Mégère apprivoisée, de William Shakespeare, puesta en escena de Gérard Le Breton. Festival de Shakespeare.
- El mercader de Venecia, de William Shakespeare puesta en escena de Marcelle Tassencourt. Teatro Edouard VII y gira
- Les Justes, de Albert Camus, puesta en escena de Marcelle Tassencourt. Teatro Montensier en Versalles
- L'Eveil du printemps, de Franz Wedekind, puesta en escena de Pierre Romain. Festival de Grasse.
- Le Bleu du ciel, de Georges Bataille, puesta en escena de Serge Martin. Teatro Malakoff en Rennes.
- Play It Again, Sam, de Woody Allen, puesta en escena de Bob Hranichny, en la Galerie 55 en París (en inglés).
- La Rose et le Fer, escrita y puesta en escena de Patrick Schmitt, en la Conciergerie.
- Hello, là-bas, de William Sarroyan, puesta en escena de Marcelle Tassencourt. Teatro Montansier en Versalles.